# Хлиная Микэ
Хлиная Микэ (рум. Hlinaia Mică; ранее — Малое Глиное) — село в Единецком районе Молдавии. Наряду с селом Ротунда входит в состав коммуны Ротунда.

## География
Село расположено на высоте 197 метров над уровнем моря.

## Население
По данным переписи населения 2004 года, в селе Хлиная Микэ проживает 51 человек (25 мужчин, 26 женщин).
Этнический состав села:
| Национальность | Число жителей | Процентный состав |
| -------------- | ------------- | ----------------- |
| молдаване      | 38            | 74.51             |
| украинцы       | 12            | 23.53             |
| русские        | 1             | 1.96              |
| Всего          | 51            | 100%              |